# Simon Clarke (Soziologe)
Simon Clarke (* 26. März 1946; † 27. Dezember 2022) war ein britischer Soziologe und Hochschullehrer.

## Leben
Clarke studierte von 1964 bis 1967 Ökonomie am Clare College. Nach einer Tätigkeit als Assistant Lecturer im Fachbereich Wirtschaft am University College London promovierte er von 1968 bis 1971 im Bereich Soziologie an der University of Essex. Danach war er als Lecturer in der Soziologie tätig, zunächst bis September 1972 in Essex, danach wechselte er an die University of Warwick. Dort verbrachte er seine übrige akademische Laufbahn und wurde schließlich 1994 zum Professor der Soziologie ernannt. Seit 1991 leitete er das an der Universität Warwick angesiedelte Russian Research Programme. Seit 2009 war Clarke Professor Emeritus.
Clarkes Forschungsschwerpunkte waren insbesondere Politische Ökonomie, Krisentheorie sowie Marxistische Theorie. 
Clarke war verheiratet und Vater zweier Kinder.

## Veröffentlichungen (Auswahl)
(Quelle: )
- The Foundations of Structuralism, Harvester, 1981.
- Marx, Marginalism and Modern Sociology, Macmillan, 1982.
- Keynesianism, Monetarism and the Crisis of the State, Edward Elgar, 1988.
- als Herausgeber: The State Debate, Macmillan, 1991.
- Marx's Theory of Crisis, Macmillan, 1994.
- What About the Workers? Works and the Transition to Capitalism in Russia (mit Peter Fairbrother, Michael Burawoy, and Pavel Krotov), Verso, 1993.
- The Workers' Movement in Russia (mit Peter Fairbrother and Vadim Borisov), Edward Elgar, 1995.
- The Formation of a Labour Market in Russia (mit Sarah Ashwin), Edward Elgar, 1999.
- Trade Unions and International relations in Post-Communist Russia (mit Sarah Ashwin), Palgrave, 2002.
- The Development of Capitalism in Russia, Routledge, 2007.
- The Challenge of Transition: Trade Unions in Russia, China and Vietnam (mit Tim Pringle), Palgrave, 2010.